# Žlutický tunel
Žlutický tunel je železniční tunel v katastrálních územích Mostec a Semtěš u Žlutic na úseku regionální dráhy 161 Rakovník – Bečov nad Teplou mezi stanicí Žlutice a zastávkou Borek u Žlutic v km 54,033–54,058. Je nejkratším provozovaným železničním jednokolejným tunelem v Česku.

## Historie
Železniční trať byla postavena společností Císařsko-královské státní dráhy jako místní dráha. Povolení k výstavbě bylo rakouským státem vydáno 31. května 1895. Provoz byl zahájen 27. června 1897 v úseku Rakovník – Žlutice a 20. listopadu 1898 v úseku Žlutice – Bečov nad Teplou. Na trati byly vyraženy dva tunely: Žlutický a Borecký.

## Popis
Jednokolejný tunel se nachází na trati Rakovník – Bečov nad Teplou. Tunel vyražený v úzké a vysoké skále, kterou obtéká Borecký potok, je v nadmořské výšce 485 m a měří 25 m. Tunel má ostění vyzděné kamenným zdivem.